# Grafenau (Bawaria)
Grafenau – miasto w Niemczech, w kraju związkowym Bawaria, w rejencji Dolna Bawaria, w regionie Donau-Wald, w powiecie Freyung-Grafenau. Leży w Lesie Bawarskim, około 12 km na północny zachód od Freyung, przy linii kolejowej Zwiesel – Grafenau i drodze B533.
W mieście znajduje się siedziba Parku Narodowego Lasu Bawarskiego.

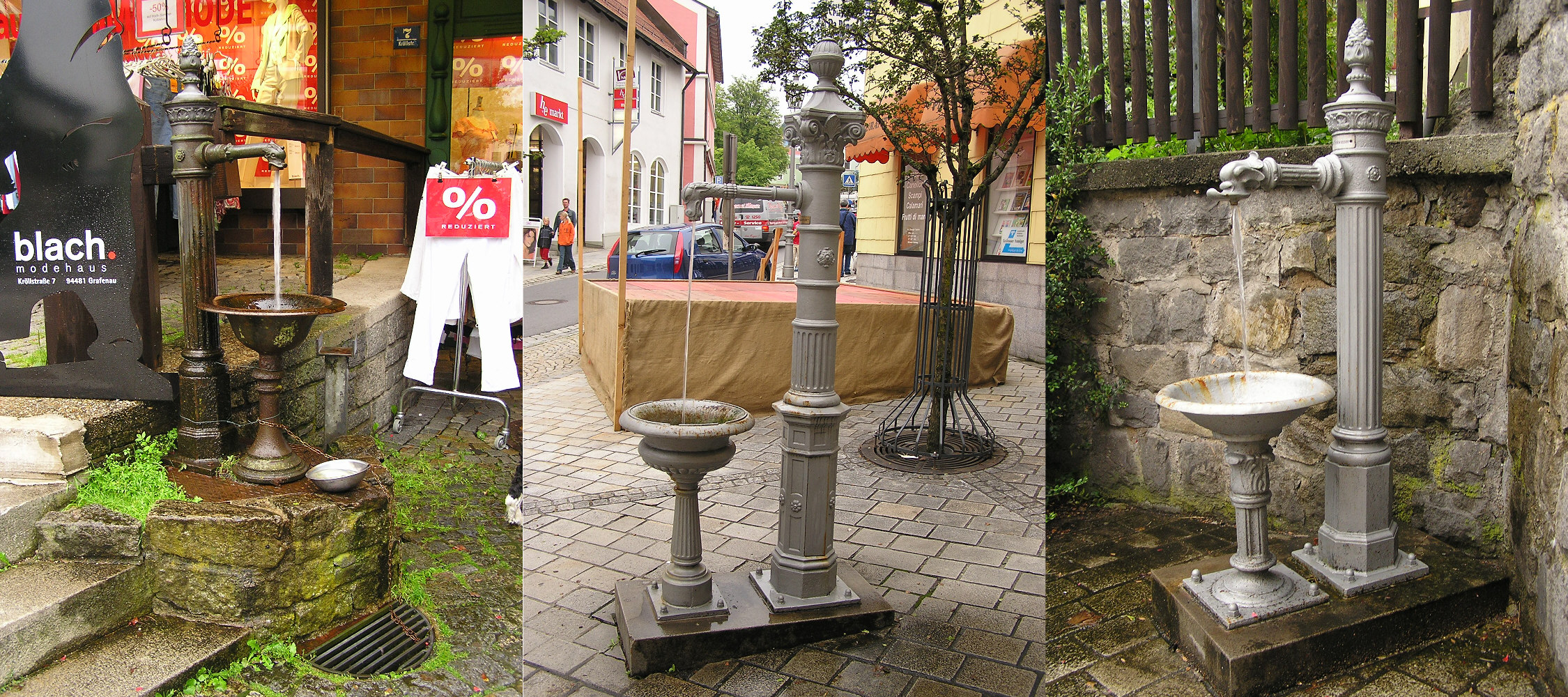
Trzy fontanny

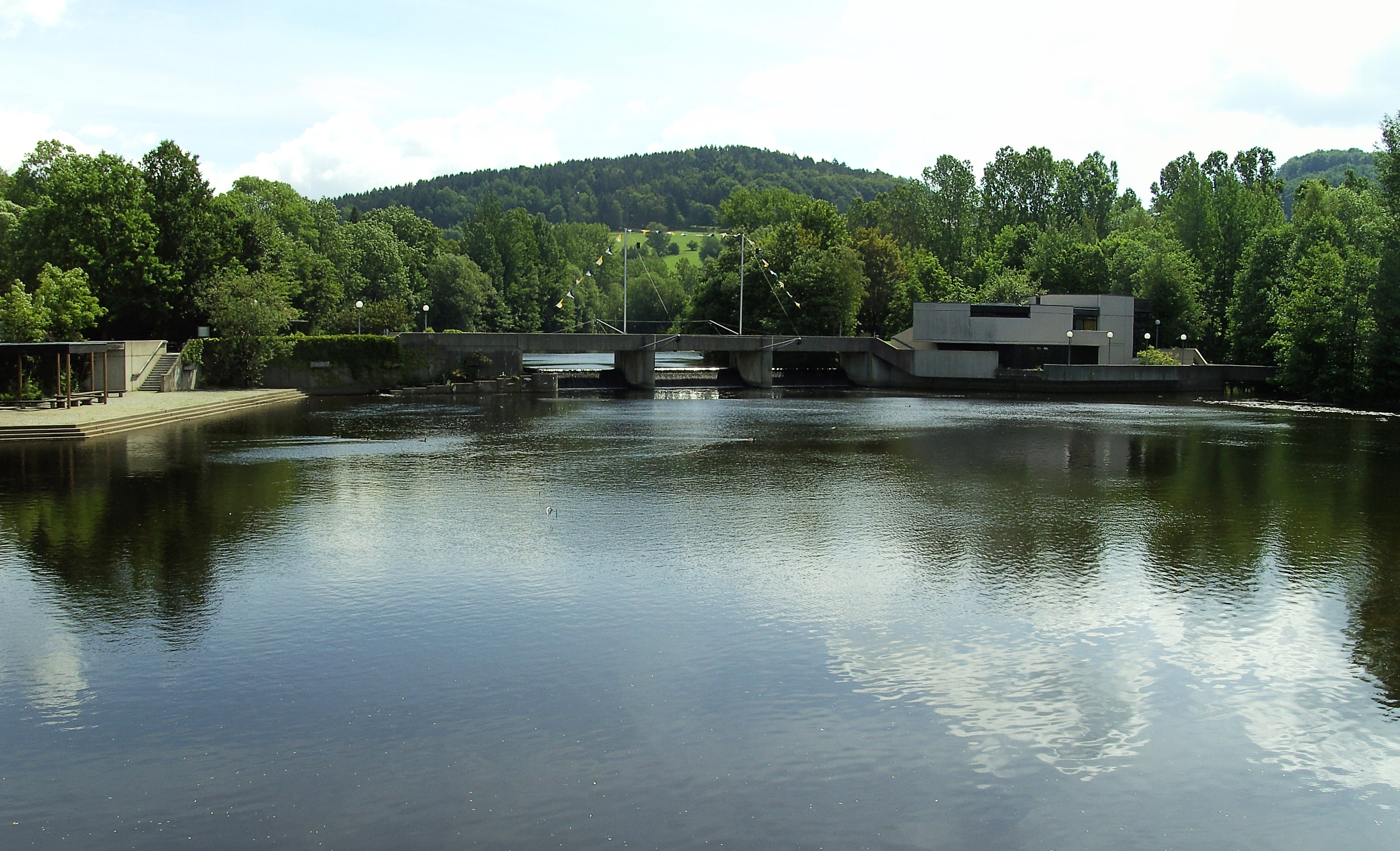
Jezioro Grafenau

## Demografia
Dane o ludności z 31 grudnia 2008:
| Opis                                | Ogółem | Ogółem | Kobiety | Kobiety | Mężczyźni | Mężczyźni |
| ----------------------------------- | ------ | ------ | ------- | ------- | --------- | --------- |
| Jednostka                           | osób   | %      | osób    | %       | osób      | %         |
| Populacja                           | 8673   | 100    | 4351    | 50,17   | 4322      | 49,83     |
| Wiek przedprodukcyjny (0–17 lat)    | 1549   | 17,86  | 713     | 8,22    | 836       | 9,64      |
| Wiek produkcyjny (18–65 lat)        | 5385   | 62,09  | 2601    | 29,99   | 2784      | 32,1      |
| Wiek poprodukcyjny (powyżej 65 lat) | 1739   | 20,05  | 1037    | 11,96   | 702       | 8,09      |

## Polityka
Burmistrzem jest Helmut Peter z UWG, rada miasta składa się z 20 osób.
|      | CSU | SPD | UWG | FDP | Razem |
| 2008 | 8   | 6   | 5   | 1   | 20    |
| 2002 | 8   | 6   | 6   | -   | 20    |

## Współpraca
Miejscowości partnerskie:
- Czechy: Kašperské Hory
- Austria: Schärding